# Charles Louis Pollard
Charles Louis Pollard ( * 1872 - 1945 ) fue un botánico, y pteridólogo estadounidense, trabajando como curador asistente de la División de Botánica, del USDA, entre 1894 a 1895, y entre 1895 a 1903 en la División Plantas en el National Museum en Washington D. C.

## Algunas publicaciones
- 1901. Some new and additional records on the flora of West Virginia. Ed. Biological Society of Washington. 3 pp.

### Libros
- 1894. Notes on some fossil leaves of Cretaceous age from Eaton's Neck, L.I. 181 pp.
- 1896. Some new or rare plants. Ed. University of Chicago Press
- 1898. Tracts. 348 pp.
- 1900. Some new or noteworthy Louisiana plants

- 1902. The families of flowering plants. Ed. Washington, D. C., The Plant World Co. vii + 253 pp.
- Knowlton, fh; charles louis Pollard, cornelius l Shear. 1908. The Plant World. Ed. BiblioBazaar. 388 pp. ISBN 1-116-98870-4

- La abreviatura «Pollard» se emplea para indicar a Charles Louis Pollard como autoridad en la descripción y clasificación científica de los vegetales.[2]